# Хацуяма, Сё
Сё Хацуяма (яп. 初山 翔; род. 17 августа 1998 в Японии) — японский профессиональный шоссейный велогонщик, выступающий за проконтинентальную команду «Nippo - Vini Fantini - Europa Ovini». Чемпион Японии 2016 года в групповой гонке.

## Достижения
2012
10-й Тур Кумано
2013
1-й Тур Окинавы
2014
9-й Тур Сингкарака
2015
6-й Тур Окинавы
7-й Тур Кумано
10-й Тур Сингкарака
1-й Этап 9
2016
Чемпионат Японии
1-й  Групповая гонка
2-й Критериум Сайтамы
2017
Тур Японии
1-й  Очковая классификация
10-й Тур Кореи